# Maik Schott
Maik Schott (* 1969 in Gevelsberg) ist ein deutscher Jazzkeyboarder und Musikproduzent.

## Werdegang
Schott hatte in seiner Kindheit Orgelunterricht, bevor er achtzehnjährig zum Klavier wechselte. Er studierte Jazzpiano am Konservatorium von Arnhem, wo er Gelegenheit hatte, mit Musikern wie Michel van Schie, René Creemers und Martin Verdonk zusammenzuarbeiten, und wurde mit dem Berklee College of Music Award ausgezeichnet.
Er war von 1992 bis 1994 Mitglied des Bundesjazzorchesters und arbeitete als Konzert- und Studiomusiker. 2002 wurde er Mitglied der Band Dick Brave and the Backbeats um den Musiker Sasha, mit der er das Album Dick This aufnahm. Er wirkte an Fernsehauftritten, Konzerten und Tourneen der Band mit.
2004 war er Keyboarder der Claus Fischer & Electric Ladyband bei der Late Night Show Anke Late Night. 2008 war er Begleiter der Schauspielerin und Sängerin Sabrina Ascacibar bei deren Soloprogramm Ahoi, das u. a. am St. Pauli Theater in Hamburg und am Theater Bremen aufgeführt wurde.
Seit 2011 war Schott Pianist und Keyboarder der Bigband von Roger Cicero. Weiterhin ist er mit monoPunk 2013 auf dem Live-Album von Max Mutzke zu hören.